# 헤수스 잠브라노 그리할바
헤수스 잠브라노 그리할바(스페인어: Jesús Zambrano Grijalva, 1953년 10월 1일~)는 멕시코의 하원의장이다.